# Infrastructure de la science ouverte

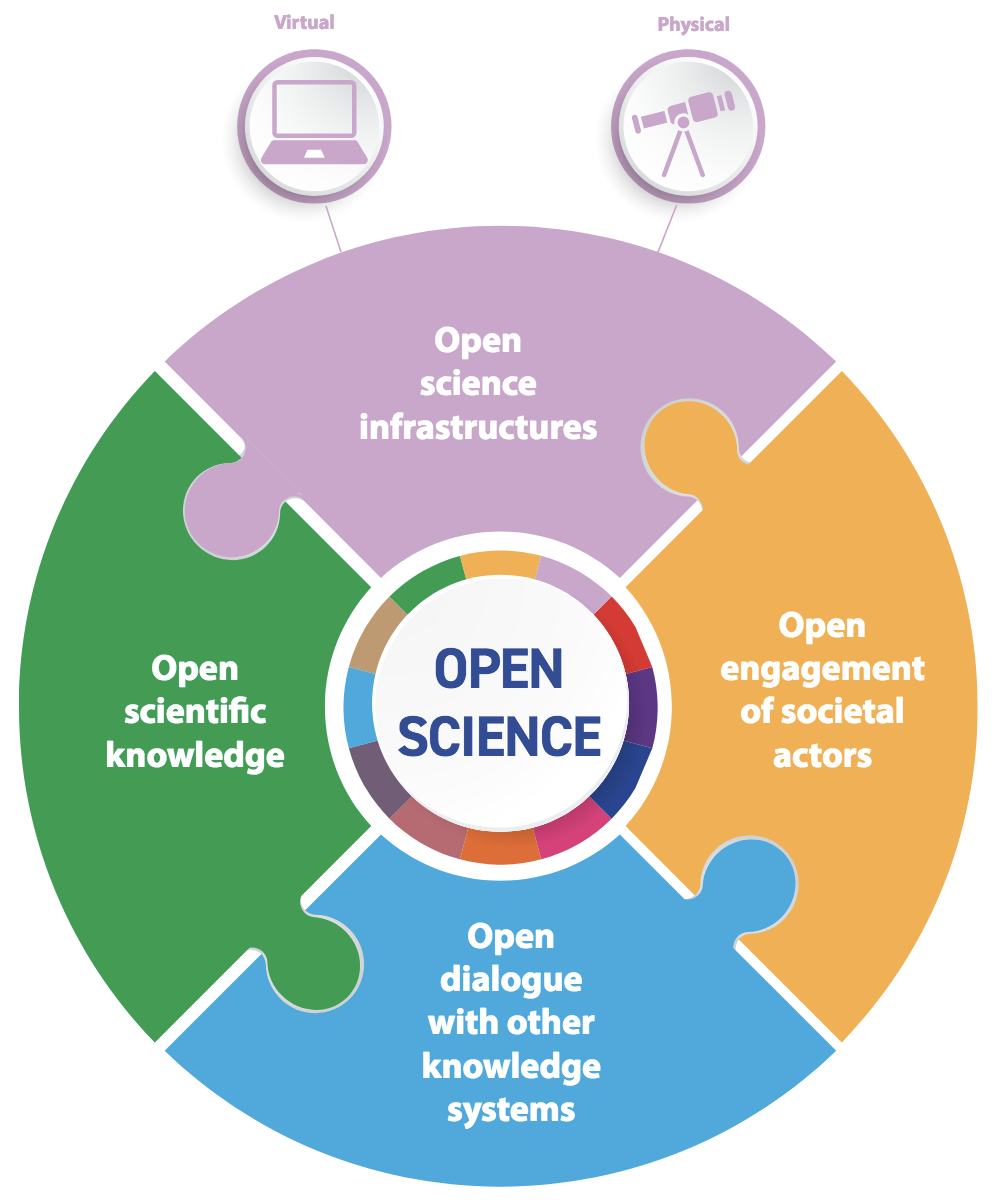
Les infrastructures sont l'un des quatre piliers de la science ouverte dans la Recommandation de l'Unesco de 2021.

Une infrastructure de la science ouverte est une infrastructure informationnelle soutenant la diffusion libre et ouverte de productions scientifiques telles que des publications, des jeux de données, des métadonnées ou du code. En novembre 2021, la Recommandation pour la science ouverte de l'Unesco défini les infrastructures de la sciences ouvertes comme des « infrastructures de recherche partagées, nécessaires pour soutenir la science ouverte et répondre aux besoins de différentes communautés scientifique. »
Au-delà de la gestion de ressources scientifiques communes, les infrastructures de la sciences ouvertes sont fréquemment structurées comme des initiatives communautaires, régies par des normes et régulations collectives, ce qui en font des communs de la connaissance. Les définitions les plus communes excluent les infrastructures privées, notamment celles développées par les principaux acteurs commerciaux de l'édition scientifiques.
Les infrastructures computationnelles ont joué un rôle fondamental dans la production et la diffusion de la connaissance dès les années 1960, avec l'émergence des premières grandes bases de données de publications scientifiques. Néanmoins, ces infrastructures n'étaient pas ouvertes en pratiques et qui constituaient des systèmes clos et non-interopérables. À partir des années 1990, la généralisation du World Wide Web a rendu possible le partage de données et de publication à grande échelle. Le développement de services pérennes pour l'accès à l'information scientifique est devenu un enjeu critique pour les politiques de recherche au cours des années 2000.
Le concept d'infrastructure de la science ouverte a émergé en partie en réaction à l'expansion des infrastructures commerciales fermées et aux risques d'enclosure à contre-courant du mouvement général du libre accès. À la suite de la publication des Principes pour les infrastructures savantes ouvertes en 2015, de grands écosystèmes d'infrastructures scientifiques interconnectés ont émergé en Europe en Amérique du Sud et en Amérique du Nord, avec le développements de nouveaux projets de sciences ouvertes et l'ouverture d'initiatives communautaires pré-existentes.

## Définitions et terminologie
Les infrastructures de science ouverte forment un écosystème de la connaissance qui permet de créer, de publier et d’administrer les productions scientifiques ouvertes telles que les publications, les données et les logiciels.
La recommandation de l’UNESCO sur la science ouverte, approuvée en novembre 2021, les définit comme « des infrastructures de recherche partagées qui sont nécessaires pour soutenir la science ouverte et répondre aux besoins des différentes communautés. » Le rapport SPARC sur les infrastructures de science ouverte européennes leur associe les activités suivantes : « Nous définissons le libre accès et les infrastructures de science ouverte comme un ensemble de services, de protocoles, de normes et de logiciels qui contribuent au cycle de vie de la recherche , depuis la collaboration et l’expérimentation jusqu’à la collecte et au stockage des données, en passant par les phases d’organisation, d’analyse, de traitement, de rédaction, de soumission, d’évaluation et d’annotation, de révision, de publication, d’archivage, de citation, de découverte et autres. »

### Infrastructure
Le terme « infrastructure » est une référence explicite aux équipements physiques tels que les réseaux d’électricité, de transport routier ou de télécommunications qui ont contribué au fonctionnement de systèmes économiques et sociaux complexes après la révolution industrielle : « Le mot "infrastructure" est utilisé depuis les années 1920 pour désigner collectivement les routes, les lignes électriques et téléphoniques, les ponts, les voies ferrées et d’autres ouvrages publics similaires indispensables au fonctionnement d’une économie industrielle . Si l’infrastructure est nécessaire dans l’économie industrielle, on peut dire qu’il en va de même pour la cyberinfrastructure dans l’économie de la connaissance. » En 1996, Susan Leigh Star et Karen Ruhleder contribuèrent à étendre le concept d’infrastructure aux formes de production du savoir assistées par ordinateur, s’appuyant pour cela sur l’observation empirique d’une des premières formes d’infrastructures de science ouverte, le système communautaire Worm. Cette définition a fait autorité pendant les deux décennies suivantes dans les études sur la science et la technologie, et elle a influencé le débat politique sur la construction d’infrastructures scientifiques depuis le début des années 2000.
Les infrastructures de science ouverte présentent des caractéristiques propres qui les distinguent d’autres formes de projets ou d’initiatives de ce courant de pensée :
- Les infrastructures de science ouverte ne sont pas simplement un produit technique, mais un ensemble d’outils, d’institutions et de normes sociales[7],[8]. Par conséquent, elles ne sont pas toujours visibles car en grande partie dissimulées par la routine des activités normales[9],[10]. Le caractère résilient et tacite des infrastructures rend les contributions réelles et le « coût du travail » des travaux de science ouverte particulièrement difficiles à identifier, car ils restent « invisibles dans le système universitaire[11]. » L’allocation de fonds est alors délicate, puisque les infrastructures critiques ne sont pas forcément détectées par les organismes de financement[12].
- Les infrastructures de science ouverte sont durables et résilientes. Elles sont censées avoir une longue durée de vie et s’avèrent indispensables à de nombreux programmes de recherche[4],[7]. Dans une certaine mesure, elles sont efficaces lorsqu’elles se font oublier et deviennent une partie intégrante des activités de recherche de routine : « Dans l’idéal, l’infrastructure est invisible. Nous avons tendance à ne la remarquer qu’en cas de défaillance[13]. »
- Les infrastructures de science ouverte peuvent être partagées et utilisées par différents acteurs et communautés. Elles doivent être suffisamment cohérentes pour rester coordonnées, tout en permettant un large éventail d’utilisations au niveau local : « L’infrastructure devient visible lorsque la tension entre le local et le global est résolue[5]. » Il est essentiel que toutes les parties prenantes s’accordent en amont sur le périmètre et la gouvernance de l’infrastructure[14].

### Ouverture et communs
L’ouverture des infrastructures de science ouverte les différencie des autres infrastructures scientifiques et de la connaissance, et encore plus des infrastructures commerciales par abonnement. L’ouverture est à la fois une valeur fondamentale et un principe influent qui détermine les objectifs, la gouvernance et la gestion des infrastructures. Les infrastructures de science ouverte sont confrontées aux mêmes problèmes que d’autres institutions ouvertes telles que les référentiels de données ouvertes ou les projets collaboratifs à grande échelle comme Wikipédia : « En étudiant les infrastructures actuelles de la connaissance, nous constatons qu’elles intègrent souvent des valeurs d’ouverture, mais la traduction de ces valeurs dans la conception et les pratiques de ces infrastructures est à la fois complexe et aléatoire. »
La définition conceptuelle de l’infrastructure de science ouverte a été largement influencée par l’analyse d’Elinor Ostrom sur les communs, et plus particulièrement sur les communs de la connaissance. Dans le même esprit qu’Elinor Ostrom, Cameron Neylon sous-entend que les infrastructures ouvertes ne sont pas seulement caractérisées par la gestion d’un ensemble de ressources communes, mais aussi par l’élaboration d’une gouvernance et de normes partagées. La théorie économique des communs permet de dépasser le cadre limité des associations savantes pour s’orienter vers des initiatives communautaires à grande échelle : « Les travaux d’Elinor Ostrom proposent un modèle qui permet de passer du club local à l’infrastructure communautaire. » Les infrastructures de science ouverte tendent à favoriser un modèle à but non lucratif, financé par les pouvoirs publics, avec une forte implication des communautés scientifiques, ce qui les distingue des infrastructures fermées privées : « L’infrastructure ouverte est souvent dirigée par des universitaires et administrée par des organisations à but non lucratif, c’est pourquoi elle est focalisée sur sa mission plutôt que sur le profit. » Ce statut vise à garantir l’autonomie de l’infrastructure et à empêcher son absorption par une entité commerciale, et il influe considérablement sur les modalités de gestion de l’organisation : « Les différences entre les services commerciaux et non commerciaux ont imprégné presque tous les aspects des interactions avec leur environnement. »
Les infrastructures de science ouverte ne sont pas seulement un sous-ensemble plus spécifique d’infrastructures scientifiques et de cyberinfrastructures. Elles peuvent inclure des acteurs auxquels cette définition ne fait pas explicitement référence. Les plateformes de publication en libre accès comme SciELO, OpenEdition ou l’Open Library of Humanities sont considérées comme une partie intégrante des infrastructures de science ouverte dans la définition de l’UNESCO et dans plusieurs revues de la littérature et rapports politiques, alors qu’elles étaient généralement considérées comme des entités distinctes dans les débats politiques sur les cyberinfrastructures et les infrastructures électroniques. Le rapport 2010 de la Commission européenne sur les infrastructures électroniques stipule que les plateformes d’édition scientifique « ne sont pas des infrastructures électroniques, mais elles y sont étroitement liées. »
Les infrastructures de science ouverte peuvent aussi intégrer des valeurs et des principes éthiques supplémentaires. Samuel Moore a théorisé une forme approfondie de communs universitaires qui n’existe pas encore, mais qui inclurait des amorces de communautés et d’infrastructures de science ouverte : « Outre le partage des ressources avec d’autres projets, la mise en communs exige des parties prenantes qu’elles adoptent une attitude tournée vers l’extérieur et généreuse envers les autres projets communs, en réorientant leur travail vers autrui. » En 2018, Okune et al. ont introduit un concept similaire d’« infrastructures de connaissances inclusives » qui « autorisent délibérément de multiples formes de participation impliquant un ensemble d’acteurs variés et cherchent à corriger les relations de pouvoir dans un contexte donné. »

### Principes des infrastructures de science ouverte
En 2015, l’ouvrage Principles for Open Scholarly Infrastructure (Principes pour les infrastructures savantes ouvertes) marqua les esprits avec une définition prescriptive des infrastructures de science ouverte qui allait largement inspirer les définitions et terminologies ultérieures des infrastructures de science ouverte,,. Ce texte a également influencé la définition de l’infrastructure de science ouverte retenue par l’UNESCO en novembre 2021.
Les Principes tentent d’hybrider les études sur les infrastructures avec l’analyse des communs initiée par Elinor Ostrom. Ils développent des recommandations dans trois domaines essentiels à la réussite des infrastructures ouvertes :
- Gouvernance : la gouvernance de l’infrastructure doit être ouverte et responsable devant les communautés scientifiques qu’elle prétend servir. Au sein de l’organisation, la transparence et la diversité de l’encadrement doivent être garanties par des mesures spécifiques[13].
- Durabilité : les activités de base de l’organisation doivent bénéficier d’un financement récurrent. Les subventions à court terme doivent s’appliquer exclusivement aux projets à court terme. Il n’est pas interdit à l’organisation de facturer des services, mais en seront exclues les données qui doivent rester « un bien communautaire[13] ».
- Assurance : l’infrastructure technique et la production de l’organisation sont ouvertes. L’infrastructure peut ainsi être recréée si nécessaire (dans le jargon de l’open source, on la dit « forkable »)[13].

Le document s’achève par la description de plusieurs conséquences potentielles des principes énoncés. Les auteurs plaident pour une centralisation responsable, différente de celle des grandes plateformes commerciales du Web comme Google et Facebook, sans pour autant se départir des avantages majeurs des infrastructures centralisées : « Nous serons en mesure de bâtir des organisations responsables et fiables qui gèrent avec sérieux cette centralisation. » Parmi les exemples actuels de grandes infrastructures ouvertes, on peut citer ORCID, la Fondation Wikimédia ou le CERN.
Certains experts ont accueilli avec un regard plus critique la philosophie sous-jacente des Principes, Bien que la communauté scientifique soit un élément clé de la gouvernance des infrastructures de science ouverte, Samuel Moore souligne qu’elle n’est jamais précisément définie, ce qui peut soulever des problèmes de sous-représentation des groupes minoritaires :
« 
[Cela] pose des questions sur l’identité de la communauté qui a le pouvoir de gouverner et d’exclure et sur ce qui lui donne le droit d’imposer ses conditions. Ces questions sont particulièrement pertinentes pour une conception des communs exhaustive ou à grande échelle qui tend à favoriser les acteurs les plus puissants, les disciplines riches et les pays du Nord global. Ces communs traitent les sujets dans un vide politique plutôt que dans une situation particulière et dans des relations et des projets aux structures de pouvoir asymétriques.
 »

## Histoire

### Premiers développements (1950-1990)

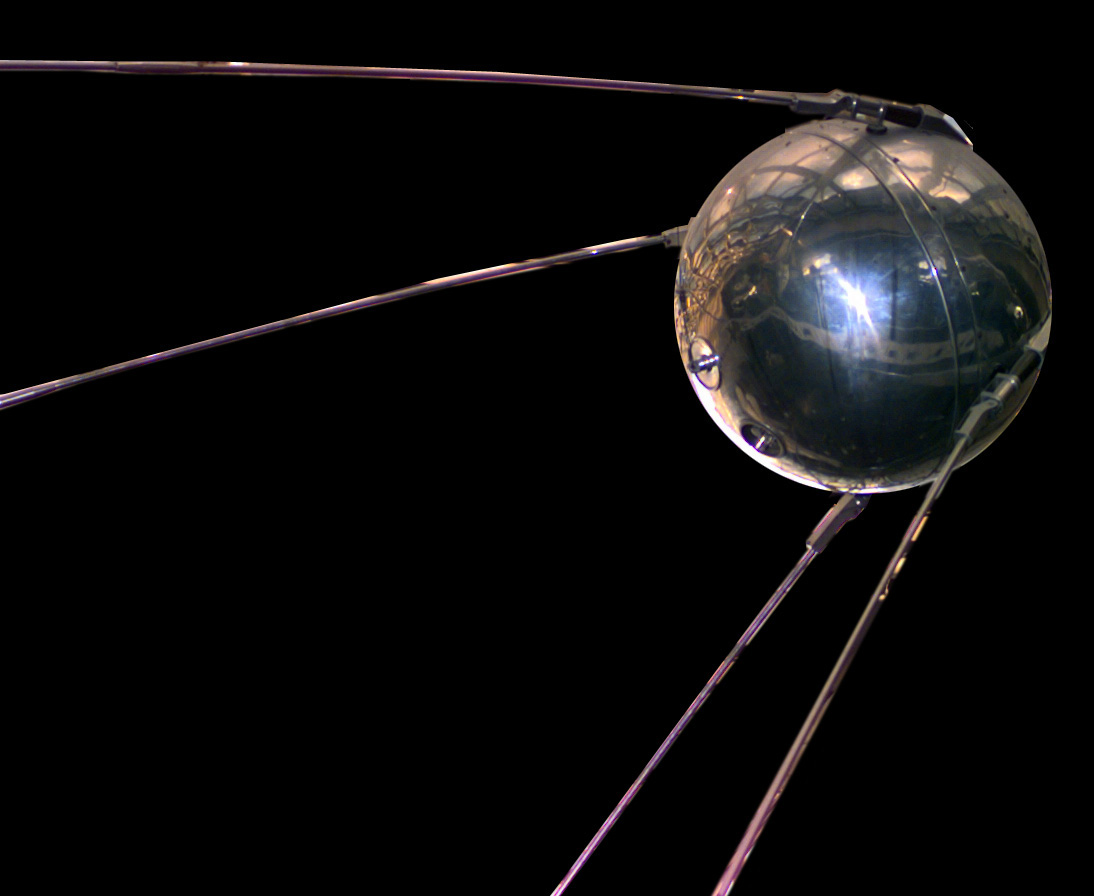
La réussite du programme Spoutnik a entraîné un des premiers débats de grande ampleur sur le développement d'infrastructures scientifiques

Les projets scientifiques comptent parmi les premiers cas d’utilisation d’une infrastructure numérique. La théorisation des infrastructures de la connaissance scientifique précède même le développement des technologies informatiques. Le réseau de connaissances imaginé par Paul Otlet ou Vannevar Bush possédait déjà de nombreuses caractéristiques d’une infrastructure scientifique en ligne.
Après la Seconde Guerre mondiale, les États-Unis ont vécu une « crise des périodiques » : les revues ne pouvaient pas suivre l’accélération de la production scientifique. La question est devenue politiquement sensible après le lancement réussi de Spoutnik : « La crise du Spoutnik a transformé le problème du contrôle bibliographique rencontré par les bibliothécaires en crise nationale de l’information. » Les technologies informatiques naissantes furent immédiatement considérées comme une solution potentielle pour rendre lisibles et consultables un plus grand nombre de productions scientifiques. L’accès aux publications en langue étrangère était également un problème majeur que la traduction automatique allait devoir résoudre : dans les années 1950, beaucoup de publications scientifiques n’étaient pas disponibles en anglais, en particulier celles provenant du bloc soviétique.
Des membres influents de la Fondation nationale pour la science tels que Joshua Lederberg ont plaidé pour la création du SCITEL, un « système d’information centralisé » qui devait coexister avec les revues imprimées avant de les remplacer progressivement du fait de son efficacité. Dans le plan présenté par Joshua Lederberg à Eugene Garfield en novembre 1961, le SCITEL devait indexer jusqu’à un million d’articles scientifiques par an. Au-delà de la recherche en texte intégral, l’infrastructure devait indexer les citations et d’autres métadonnées, mais aussi effectuer la traduction automatique des articles en langue étrangère.

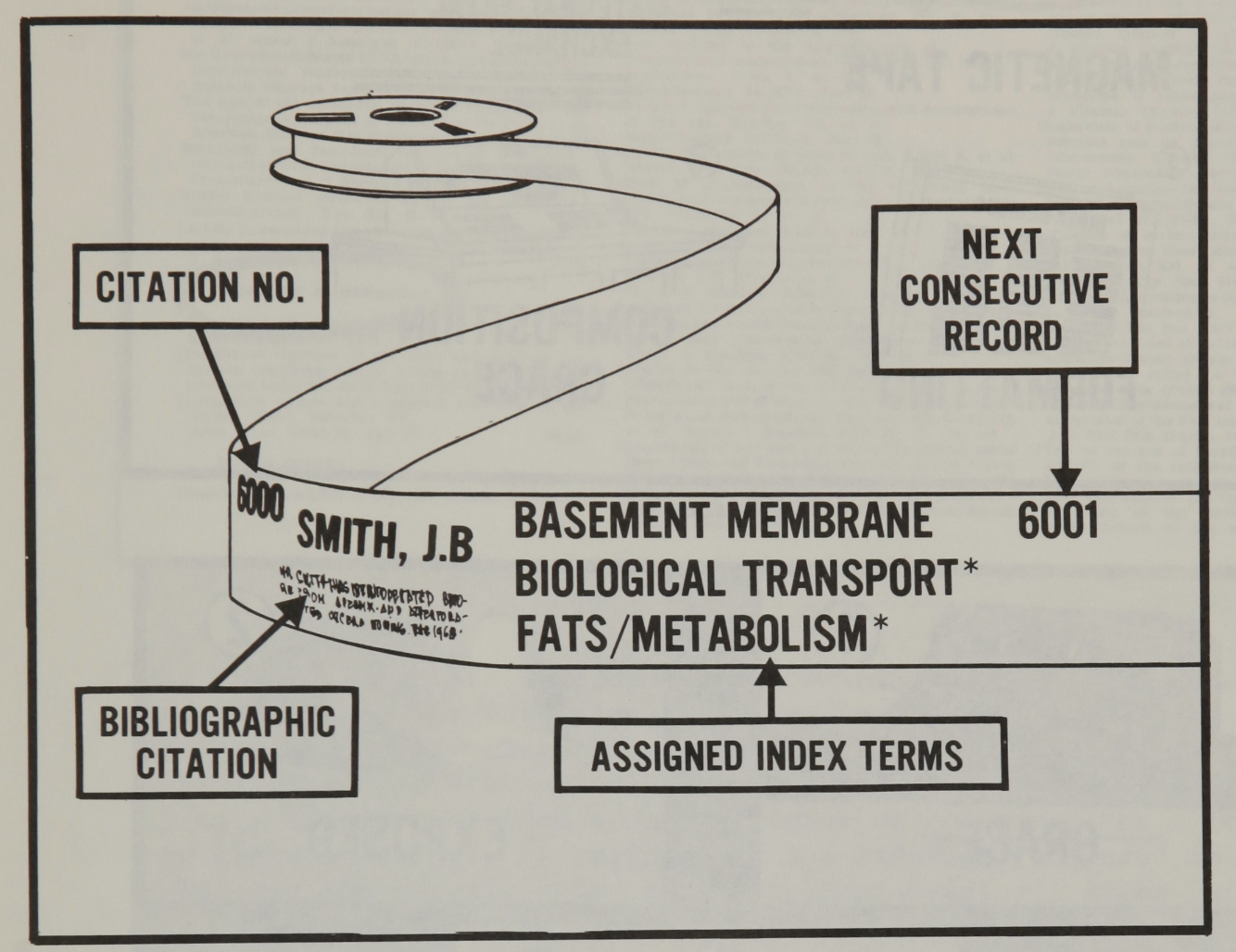
Le schéma d'indexation des citations de MEDLARS, l'une des premières infrastructures scientifiques pour les publications en médecine

Même s’il portait en germe les principales caractéristiques des plateformes scientifiques en ligne, le plan SCITEL était techniquement irréaliste à l’époque. Le premier prototype opérationnel de système de recherche en ligne développé en 1963 par Doug Engelhart et Charles Bourne à l’Institut de recherche de Stanford était fortement limité par des problèmes de mémoire : il ne pouvait pas indexer plus de 10 000 mots d’un petit nombre de documents.
Au lieu de constituer une plateforme de publication généraliste, les premières infrastructures informatiques scientifiques se concentraient sur certains domaines de recherche, par exemple MEDLINE pour la médecine, NASA/RECON pour l’ingénierie spatiale ou OCLC Worldcat pour les collections de bibliothèques : « Parmi les anciens systèmes de recherche en ligne, la plupart donnaient accès à une base de données bibliographiques, les autres utilisaient un fichier contenant d’autres types d’informations comme des articles d’encyclopédie, des données d’inventaire ou des composés chimiques. » Ce développement précoce de l’informatique scientifique affecta bien des disciplines et des communautés, y compris les sciences sociales : « Durant les années 1960 et 1970, plus d’une douzaine de services et d’associations professionnelles ont vu le jour pour coordonner la collecte de données quantitatives. » Pourtant, ces infrastructures étaient le plus souvent invisibles pour les chercheurs, car la majorité des recherches étaient effectuées par des bibliothécaires professionnels. Non seulement les systèmes d’exploitation de recherche étaient compliqués à utiliser, mais ils imposaient un impératif d’efficacité en raison du coût prohibitif des télécommunications à longue distance. Pour être techniquement réalisables, les infrastructures scientifiques ne pouvaient jamais être ouvertes et devinrent fondamentalement cachées aux utilisateurs finaux :
« 
Les créateurs des premiers systèmes en ligne présumaient que la recherche serait effectuée par les utilisateurs finaux, ce qui a guidé jusqu’à leur conception. MEDLINE et NASA/RECON furent conçus à l’intention des chercheurs en médecine et cliniciens d’une part, et des ingénieurs et scientifiques de l’aérospatiale d’autre part. Pour de nombreuses raisons, cependant, dans les années soixante-dix la plupart des utilisateurs étaient des bibliothécaires et des intermédiaires qualifiés qui agissaient au nom des utilisateurs finaux. En fait, certains chercheurs professionnels voyaient d’un mauvais œil que des utilisateurs finaux enthousiastes puissent accéder aux terminaux.
 »
Le développement d’infrastructures numériques pour la publication scientifique fut largement assuré par des entreprises privées. En 1963, Eugene Garfield créa l’ISI (Institute for Scientific Information) afin de rentabiliser les projets initialement esquissés avec Joshua Lederberg. Le Science Citation Index reposait sur un traitement informatique des données de citations. Il a massivement et durablement influencé la structuration des publications scientifiques mondiales au cours des dernières décennies du XXe siècle, puisque son indicateur le plus important, le facteur d’impact des revues, « a fini par constituer l’outil de mesure nécessaire pour structurer le marché concurrentiel entre les revues. » Eugene Garfield a également connu le succès avec Current Contents, une compilation périodique d’abstracts scientifiques formant une version commerciale simplifiée du dépôt central préfiguré par SCITEL. Plutôt que d’être remplacés par un système d’information centralisé, les principaux éditeurs scientifiques ont su développer leur propre infrastructure, ce qui a fini par renforcer leur position commerciale. À la fin des années 1960, l’éditeur néerlandais Elsevier et son homologue allemand Springer commencèrent à informatiser leurs données internes ainsi que la gestion des évaluations de revues.
Jusqu’à l’avènement du Web, le paysage des infrastructures scientifiques restait fragmenté. Les projets et les communautés s’appuyaient sur leurs propres réseaux non connectés au niveau national ou institutionnel : « Internet était presque invisible en Europe, parce que chacun travaillait sur un ensemble distinct de protocoles réseau. » Le CERN, lieu de naissance du World Wide Web, disposait de sa propre version d’Internet, le CERN-Net, et exploitait un protocole interne d’échange de courriels. L’Agence spatiale européenne utilisait sa propre version du système RECON, également employé par les ingénieurs de la NASA (ESRO/RECON). Avant le Web, les infrastructures scientifiques isolées étaient difficiles à interconnecter. La communication entre les infrastructures scientifiques n’était pas seulement un défi dans l’espace, mais aussi dans le temps. Lorsqu’un protocole de communication était abandonné, les données et les connaissances qu’il diffusait risquaient aussi de disparaître : « La relation entre la recherche historique et l’informatique fut durablement affectée par des projets avortés, des pertes de données et des formats irrécupérables. »

### La révolution du Web (1990-1995)
À l’origine, le World Wide Web fut conçu comme une infrastructure de science ouverte. Le projet s’inspire d’ENQUIRE, un logiciel de gestion de l’information commandé à Tim Berners-Lee par le CERN pour les besoins particuliers de la physique des particules. La structure d’ENQUIRE était plus proche d’un réseau interne de données : elle connectait des nœuds qui « pouvaient se référer à une personne, un module logiciel, etc. et pouvaient être raccordés entre eux par diverses relations telles que "fait", "inclut", "décrit", etc. » ENQUIRE avait beau « permettre l’établissement de liens aléatoires entre les informations », il n’était pas en mesure de « faciliter la collaboration souhaitée par la communauté internationale des chercheurs en physique des particules. » Comme toutes les infrastructures informatiques scientifiques d’importance antérieures aux années 1990, le développement d’ENQUIRE finit par être entravé par le manque d’interopérabilité et la gestion complexe des communications en réseau : « Même si ENQUIRE permet de relier des documents et des bases de données, et si l’hypertexte constitue un format d’affichage commun, restait le problème de faire communiquer entre eux des ordinateurs équipés de systèmes d’exploitation différents. »
Le partage des données et de leur documentation était l’un des principaux objectifs de la présentation initiale du World Wide Web lorsque le projet fut dévoilé en août 1991 : « Le projet WWW fut lancé pour permettre aux physiciens des particules de partager des données, des informations et de la documentation. L’extension du Web à d’autres domaines et la mise en place de serveurs passerelles pour d’autres données nous intéressent fortement ».
Le Web a rapidement supplanté les autres infrastructures en ligne, même lorsqu’elles étaient plus avancées sur le plan informatique. De 1991 à 1994, les utilisateurs du Worm Community System, une importante base de données biologiques sur les vers, ont basculé vers le Web et Gopher. Le Web possédait peu de fonctions avancées pour la recherche de données et la collaboration, mais il était facilement accessible. À l’inverse, le Worm Community System ne pouvait être consulté que sur des terminaux spécialisés présents dans certaines institutions scientifiques : « L’adoption du WCS, un puissant système sur mesure doté d’une interface pratique, entraîne des inconvénients à l’intersection des habitudes de travail, de l’usage des ordinateurs et des ressources de laboratoire. Le World Wide Web, quant à lui, est accessible depuis une grande variété de terminaux et de connexions, et l’assistance informatique pour Internet est aisément disponible dans la plupart des établissements universitaires à travers des services commerciaux relativement abordables. »
Le Web et les protocoles similaires développés à l’époque ont eu un impact comparable sur les publications scientifiques. Les premières formes de publication en libre accès ne sont pas le fruit d’infrastructures institutionnelles à grande échelle, mais de petites initiatives. L’accès universel, quel que soit le système d’exploitation, a permis d’administrer et de partager des revues électroniques communautaires des années avant que les publications scientifiques commerciales en ligne ne deviennent viables :
Entre la fin des années 1980 et le début des années 1990, une multitude de revues nouvelles sont apparues, d’abord sur LISTSERV puis sur le Web. Les revues telles que Postmodern Cultures, Surfaces, Bryn Mawr Classical Review et The Public-Access Computer Systems Review étaient toutes gérées par des universitaires et des bibliothécaires plutôt que par des professionnels de l’édition.
Les premiers référentiels en libre accès étaient également des initiatives individuelles ou communautaires. En août 1991, Paul Ginsbarg créa la première version du projet arXiv au laboratoire national de Los Alamos. Il s’agissait de résoudre le problème récurrent de stockage des boîtes aux lettres universitaires lié à la multiplication des articles scientifiques en partage.

### Création d’infrastructures scientifiques pour le Web (1995-2015)
Le développement du World Wide Web a rendu obsolètes de nombreuses infrastructures scientifiques. Il a aussi éliminé bien des restrictions et des obstacles aux contributions en ligne et à la gestion des réseaux, ce qui a permis d’envisager des projets plus ambitieux. À la fin des années 1990, la création d’une infrastructure informatique scientifique à caractère public est devenue un enjeu politique majeur. La première vague de projets scientifiques en ligne dans les années 1990 et au début des années 2000 a révélé des questions de durabilité cruciales. Avec un financement alloué pour une période précise, les outils en ligne, les plateformes de publication et les bases de données critiques étaient difficilement administrables, et les gestionnaires de projets vivaient dans l’angoisse « entre l’octroi de subventions et le financement opérationnel au long cours. »
Plusieurs termes concurrents sont apparus pour répondre à ce besoin. Aux États-Unis, cyberinfrastructure était employé en 2003 dans le contexte scientifique par un comité d’experts de la Fondation nationale pour la science (NSF) : « Le terme plus récent de cyberinfrastructure fait référence à une infrastructure basée sur les technologies distribuées de l’informatique, de l’information et de la communication. Si l’infrastructure est nécessaire dans l’économie industrielle, on peut dire qu’il en va de même pour la cyberinfrastructure dans l’économie de la connaissance. » Les termes e-infrastructure, infrastructure électronique, e-science et cyberscience ont été utilisés avec une acception comparable au Royaume-Uni et dans les pays européens.
Grâce à des « investissements conséquents » de grandes infrastructures nationales et internationales ont émergé des premiers débats politiques entre le début des années 2000 et la crise économique de 2007-2008, par exemple Open Science Grid, BioGRID, le JISC, DARIAH ou le projet Bamboo. Des logiciels libres spécialisés dans l’édition scientifique, tels qu’Open Journal Systems, ont vu le jour après 2000. Cette innovation a permis un développement considérable des revues non commerciales en libre accès, puisqu’elle a facilité la création et l’administration de leurs sites Web ainsi que leur passage au numérique. Parmi les revues enregistrées dans le DOAJ (Directory of Open Access Journals), le nombre de créations annuelles est passé de 100 à la fin des années 1990 à 800 vers 2010, pour ne plus guère évoluer par la suite.
Dans les années 2010, les infrastructures « ne sont plus à l’état embryonnaire », sans pour autant « être complètement arrivées à maturité. » Si le développement du Web a permis de résoudre un grand nombre de problèmes techniques liés à la gestion des réseaux, la construction d’infrastructures scientifiques est restée un point délicat. La gouvernance, la communication entre tous les acteurs concernés et les divergences stratégiques ont été d’importants facteurs de réussite ou d’échec. Le projet Bamboo, une des premières grandes infrastructures de sciences humaines et sociales, n’a pas réussi à atteindre ses objectifs ambitieux : « Depuis les premiers ateliers de planification jusqu’au rejet par la Fondation Mellon de sa dernière offre de service, le projet Bamboo fut miné par sa réticence et/ou son incapacité à s’autodéfinir concrètement. » Ce manque de clarté fut aggravé par des erreurs de communication récurrentes entre les initiateurs du projet et la communauté qu’il prétendait servir. « La communauté avait clairement fait comprendre que l’insistance à créer une architecture orientée services risquait de perdre les membres de la communauté à qui Bamboo était censé profiter le plus : les universitaires eux-mêmes. » Les coupes budgétaires consécutives à la crise économique de 2007-2008 ont mis en évidence la fragilité des ambitieux programmes d’infrastructures bénéficiant de fonds récurrents importants.

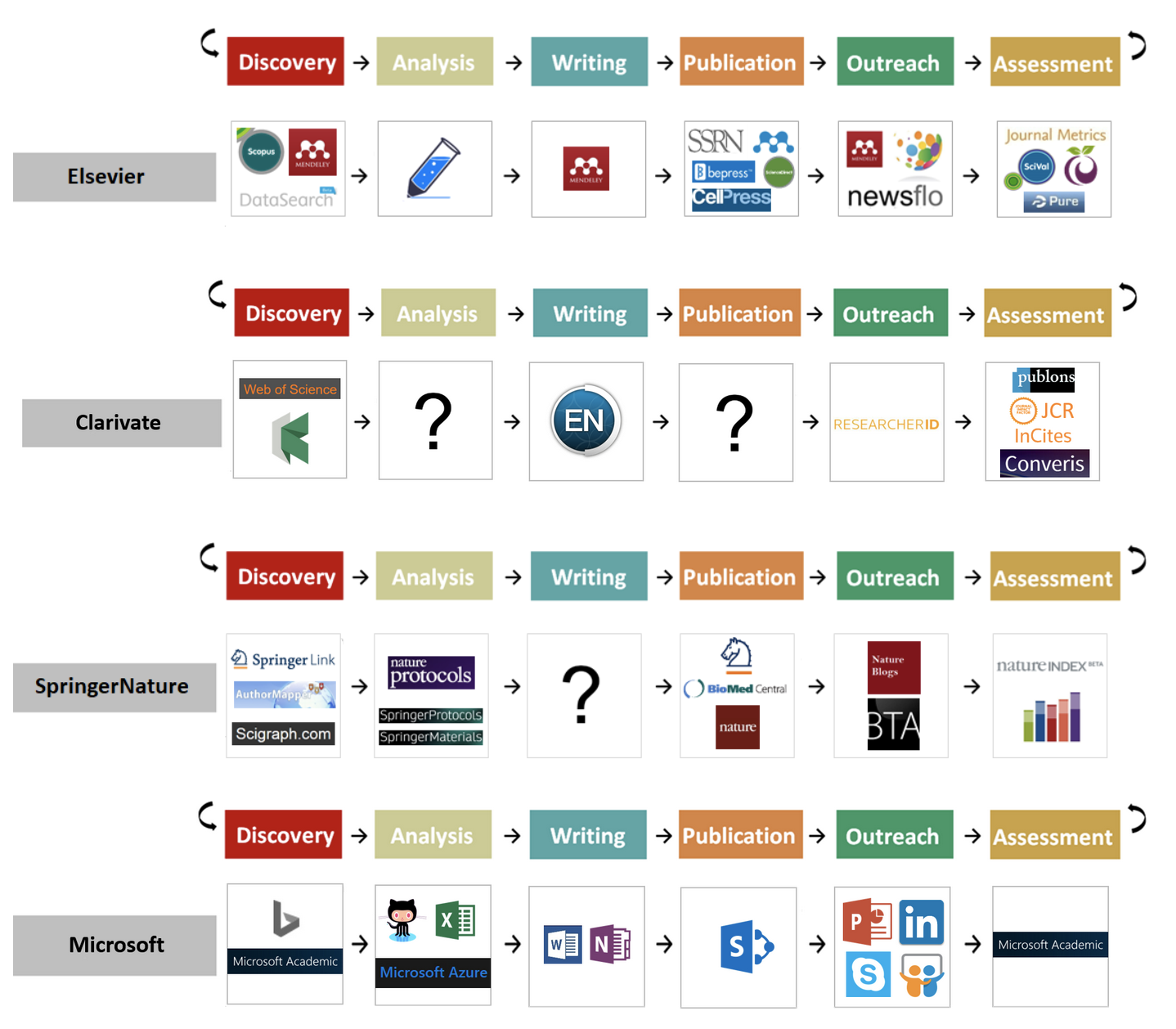
Les principales infrastructures commerciales pour l'édition et la recherche scientifique.

Dans un premier temps, les grands éditeurs commerciaux furent dépassés par l’essor inattendu du Web dans le secteur de la publication universitaire : le conseil d’administration d’Elsevier « n’a pas saisi l’importance de la publication électronique dans son ensemble, et donc le danger mortel pesant sur la revue, le danger, notamment, que les scientifiques puissent se passer d’elle. » La persistance de revenus élevés issus des abonnements et des mouvements de consolidation ont permis de financer la migration vers le Web des services en ligne existants ainsi que la numérisation des collections déjà acquises. Dans les années 2010, les principaux éditeurs « sont passés d’une activité de fourniture de contenu à une activité d’analyse de données. » et ont développé ou acheté de nouvelles infrastructures clés pour la gestion des activités scientifiques et pédagogiques : « Elsevier a acquis et lancé des produits qui étendent son influence et son contrôle des infrastructures à toutes les étapes du processus de production du savoir universitaire. » Depuis qu’elle a dépassé le stade de l’édition, l’intégration verticale des infrastructures privées s’est largement imposée dans les activités de recherche quotidiennes.
La privatisation du contrôle des infrastructures de recherche est particulièrement visible dans la volonté d’"intégration verticale" des éditeurs tels qu’Elsevier et Springer Nature qui tentent de contrôler tous les aspects du cycle de vie de la recherche, de la soumission à la publication et au-delà. Par exemple, l’intégration verticale se reconnaît dans un certain nombre d’acquisitions d’entreprises par Elsevier, comme Mendeley (un gestionnaire de références), SSRN (un référentiel de prépublications) et bepress (un éditeur de logiciels de catalogue et de publication destinés aux universités).

### Vers les infrastructures de science ouverte (2015-…)
La consolidation et l’expansion des infrastructures scientifiques commerciales ont suscité une nouvelle vague d’appels à la constitution d’« infrastructures contrôlées par la communauté. » Le rachat des référentiels ouverts Digital Commons et SSRN par Elsevier a mis en évidence le manque de fiabilité des infrastructures scientifiques critiques pour la science ouverte,,. D’après le rapport SPARC sur les infrastructures européennes, « un certain nombre d’infrastructures importantes sont menacées et, par conséquent, les produits et services qui composent les infrastructures ouvertes sont de plus en plus sensibles aux offres de rachat des grandes entreprises commerciales. Cette menace concerne aussi bien les infrastructures ouvertes à but non lucratif que les infrastructures fermées, comme en témoigne le rachat, ces dernières années, d’outils et de plateformes d’usage courant tels que SSRN, bepress, Mendeley et GitHub. »
À l’inverse de la consolidation des infrastructures privées, le mouvement de la science ouverte « a plutôt négligé l’importance des structures sociales et des contraintes systémiques dans la conception de nouvelles formes d’infrastructures du savoir. » Il est resté en grande partie focalisé sur le contenu de la recherche scientifique, sans véritablement intégrer les outils techniques et avec peu d’initiatives communautaires d’envergure. « Le patrimoine commun des ressources n’est pas régi ou géré par l’initiative actuelle des communs universitaires. Il n’existe pas d’infrastructure matérielle dédiée et, malgré l’émergence d’une communauté, il n’y a pas d’adhésion formelle. »
Des définitions plus précises étaient nécessaires afin d’intégrer les principes éthiques d’ouverture, de service à la communauté et de gouvernance autonome pour la construction des infrastructures et pour garantir la transformation de modestes réseaux universitaires localisés en grandes structures « à l’échelle de la communauté. » En 2013, Cameron Neylon souligna que le manque d’infrastructures communes était l’une des principales faiblesses de l’écosystème de science ouverte : « Dans un monde où il est parfois moins onéreux de refaire une analyse que de stocker les données, il faut sérieusement prendre en compte les infrastructures sociales, physiques et matérielles susceptibles de faciliter le partage des productions matérielles de la recherche. » Deux ans plus tard, Cameron Neylon, Geoffrey Bilder et Jenifer Lin publièrent l’ouvrage Principles for Open Scholarly Infrastructure (Principes pour les infrastructures savantes ouvertes) d’abord pour réagir au décalage entre l’ouverture croissante des jeux de données ou des publications savantes et la fermeture des infrastructures qui en contrôlent la circulation.
« 
Au cours de la dernière décennie, nous avons fait d’authentiques progrès pour garantir la disponibilité des données qui valident les hypothèses des chercheurs. Ce travail est loin d’être achevé. Nous estimons que les données relatives au processus de recherche lui-même méritent exactement le même degré de respect et de soin. La communauté scientifique n’exerce ni propriété ni contrôle sur la plupart de ces informations. Par exemple, nous aurions pu construire ou prendre en charge les infrastructures nécessaires à la collecte des données bibliographiques et des citations, mais cette tâche a été confiée à des sociétés privées.
 »
Depuis 2015, ces principes font autorité pour définir les infrastructures de science ouverte et ont été approuvés par des acteurs de premier plan tels que Crossref, OpenCitations ou Data Dryad. Ils sont également devenus une base commune pour l’évaluation institutionnelle des infrastructures ouvertes existantes. La vocation première de ces Principes est de bâtir des « institutions dignes de confiance » avec des engagements clés en matière de gouvernance, de viabilité financière et d’efficacité technique afin que les communautés scientifiques puissent construire durablement sur ces piliers.
Avant 2021, les services publics et les infrastructures de recherche auront largement adopté la science ouverte comme partie intégrante de leur activité et de leur identité : « La science ouverte est le discours dominant auquel se réfèrent les nouveaux services en ligne destinés à la recherche. » Selon la feuille de route 2021 du Forum stratégique européen sur les infrastructures de recherche (ESFRI), en Europe les principales infrastructures ont adopté les principes de la science ouverte : « La plupart des infrastructures de recherche mentionnées dans la feuille de route de l’ESFRI sont à l’avant-garde du mouvement de la science ouverte et contribuent grandement à la transformation numérique en remodelant tout le processus de recherche à l’aune de ce paradigme. » Parmi les exemples de vastes programmes de partage de données, on trouve l’Enquête sociale européenne (sciences sociales), l’ECRIN-ERIC (données cliniques) ou le Cherenkov Telescope Array (astronomie).
Conformément à l’esprit originel des Principes, les infrastructures de science ouverte sont « considérées comme un antidote à la concentration accrue du marché observée dans le domaine de la communication savante. » En novembre 2021, une recommandation de l’UNESCO désignait les infrastructures de science ouverte comme l’un des quatre piliers de la science ouverte, au même titre que les connaissances scientifiques ouvertes, l’engagement ouvert des acteurs sociétaux et le dialogue ouvert avec les autres systèmes de connaissances, et elle appelait à un investissement et un financement durables : « Les infrastructures de science ouverte résultent souvent d’efforts de construction communautaire essentiels pour leur viabilité à long terme. Elles devraient donc n’avoir aucun but lucratif et garantir un accès permanent et sans restriction à l’ensemble des publics dans toute la mesure du possible. »
Le développement d’infrastructures scientifiques ouvertes est devenu un sujet de débat pour l’avenir de la recherche scientifique en ligne. En janvier 2021, en réaction aux lacunes entrevues dans le Plan S, l’initiative internationale pour la science ouverte de la cOAlition S, un collectif de chercheurs a lancé un appel en faveur d’un Plan I (ou Plan Infrastructure) Alors que le Plan S met l’accent sur la publication scientifique, le Plan I vise à intégrer toutes les productions de la recherche au sein de vastes infrastructures interopérables : « La recherche et le savoir ont un besoin crucial d’infrastructures d’information qui traitent à égalité toutes les productions scientifiques, qu’il s’agisse de textes, de données ou de code, et qui reposent sur des normes et des marchés ouverts. »

## Organisation des infrastructures ouvertes
La plupart des rapports panoramiques sur les infrastructures ouvertes ont été réalisés en Europe et, dans une moindre mesure, en Amérique latine. Pour l’Europe, les principales sources sont le rapport SPARC de 2020, le rapport OPERAS sur les infrastructures en sciences sociales et humaines ainsi que le rapport 2019 de Katherine Skinner (qui porte également sur certaines infrastructures nord-américaines). Les études internationales incluent le rapport 2010 de la Commission européenne sur le rôle des infrastructures électroniques, dont les contributions proviennent essentiellement d’Europe, d’Amérique du Sud et d’Amérique du Nord..
D’après ces rapports, il est possible que d’importantes infrastructures de science ouverte existent déjà mais demeurent invisibles pour les bailleurs de fonds et les décideurs des politiques scientifiques : « Des pratiques et des projets alternatifs existent en Europe et ailleurs, mais ils sont presque invisibles aux yeux des autorités publiques. »

### Type et rôles
Les référentiels en libre accès constituent la forme la plus fréquente d’infrastructures de science ouverte. OpenDOAR en comptabilisait 5 791 en décembre 2021.
Cependant, les infrastructures de science ouverte, du moins les plus importantes, possèdent des rôles et des activités très diverses. Dans l’enquête sur les infrastructures européennes menée par SPARC Europe, 95 % des répondants indiquaient fournir des services à au moins trois des six étapes de production de la recherche (création, évaluation, publication, hébergement, découverte et archivage). L’agrégation, l’hébergement et l’indexation sont des activités particulièrement centrales, communes à la plupart des infrastructures de science ouverte quel que soit leur domaine d’activité.
La spécialisation intervient à un niveau plus élevé. Une analyse des réseaux identifie « deux grands groupes d’activités » :
- Les infrastructures axées sur l’édition, qui se consacrent à « la publication et l’hébergement de formats de texte traditionnels[85]. » Parmi elles, « la soumission d’articles (41 sur 70) et l’évaluation (30) étaient les activités les plus fréquemment rapportées[86]. »
- Les infrastructures axées sur la création, qui privilégient « le traitement et le stockage des productions de recherche, en particulier les données. » Ces acteurs fournissent des services spécifiques dans les domaines « de la collecte de données (47 sur 71) et de l’analyse de données (40)[86]. » Par ailleurs, « le calcul et l’apprentissage automatique (18) et l’expérimentation (15) sont environ deux fois moins représentés[86]. »

### Normes et technologies
La normalisation est une fonction majeure des infrastructures de science ouverte, dont la vocation est de garantir une distribution cohérente et une grande réutilisabilité du contenu qu’elles partagent et soutiennent.
L’application de normes ouvertes est l’un des principaux défis des grandes infrastructures ouvertes européennes. En effet, elle implique parfois de trancher entre des normes concurrentes et de garantir qu’elles seront mises à jour et accessibles à travers des API ou d’autres points de terminaison. Deux tiers des personnes interrogées ont mené un audit de leur environnement technologique au cours de l’année écoulée pour vérifier que ses composants clés ne sont pas devenus obsolètes. Grâce à ces efforts soutenus, la plupart des infrastructures de science ouverte respectent les nouvelles normes en la matière, telles que les données FAIR ou le Plan S.
Les infrastructures de science ouverte intègrent de préférence des normes provenant d’institutions homologues. Parmi les infrastructures européennes, « les systèmes les plus couramment cités, et donc les infrastructures essentielles pour beaucoup , sont ORCID, Crossref, DOAJ, BASE, OpenAIRE, Altmetric et DataCite, la plupart étant à but non lucratif. » Google Scholar est le premier service commercial mentionné, tandis que Scopus, le principal moteur de recherche universitaire développé par Elsevier, est l’un des services de premier plan les moins cités.. Les infrastructures de science ouverte figurent ainsi parmi les nouveaux « communs de la science ouverte véritablement interopérables » fondés sur le principe que « les outils de recherche centrés sur le chercheur, peu coûteux, innovants et interopérables sont supérieurs au système actuel, largement fermé. »
Les infrastructures dépendent souvent des choix effectués par des acteurs externes, en particulier les éditeurs scientifiques : elles « ne décident pas elles-mêmes du degré d’ouverture des contenus puisqu’elles sont tributaires des politiques des fournisseurs. » Ce phénomène affecte non seulement le contenu, mais aussi les « politiques relatives aux données des utilisateurs [qui sont] établies par les éditeurs et qui limitent les éléments pouvant être mis à disposition. »
Les infrastructures de science ouverte sont étroitement liées au mouvement open source. Parmi les infrastructures européennes interrogées par SPARC, 82 % déclarent avoir partiellement construit des logiciels open source et 53 % possèdent des infrastructures technologiques exclusivement open source.

### Gouvernance
Les infrastructures européennes étudiées par SPARC ont elles-mêmes désigné la gouvernance comme une faiblesse potentielle. Moins de la moitié des personnes interrogées considèrent qu’elles ont atteint le stade de la « maturité », et la « bonne gouvernance » est citée comme leur principale difficulté. Les interactions entre, d’une part, les communautés à servir et, d’autre part, les autres parties prenantes et les bailleurs de fonds sont particulièrement complexes : « L’un des problèmes clairement identifiés était le conflit entre la satisfaction des besoins de la communauté d’utilisateurs et la priorité donnée aux exigences des clients qui soutiennent financièrement les infrastructures de science ouverte. »
Les tensions entre centralisation et diversité sont très caractéristiques des infrastructures de science ouverte. Bien que défini historiquement comme un « projet [en libre accès] centralisé », Redalyc cherche à devenir une « infrastructure communautaire durable en Amérique latine » (Berrecil). Les grandes infrastructures ouvertes européennes ont rapporté « des difficultés à assurer une représentation suffisante (et diversifiée) » ainsi que l’implication de certaines communautés professionnelles comme les chercheurs et les bibliothécaires.

### Public cible

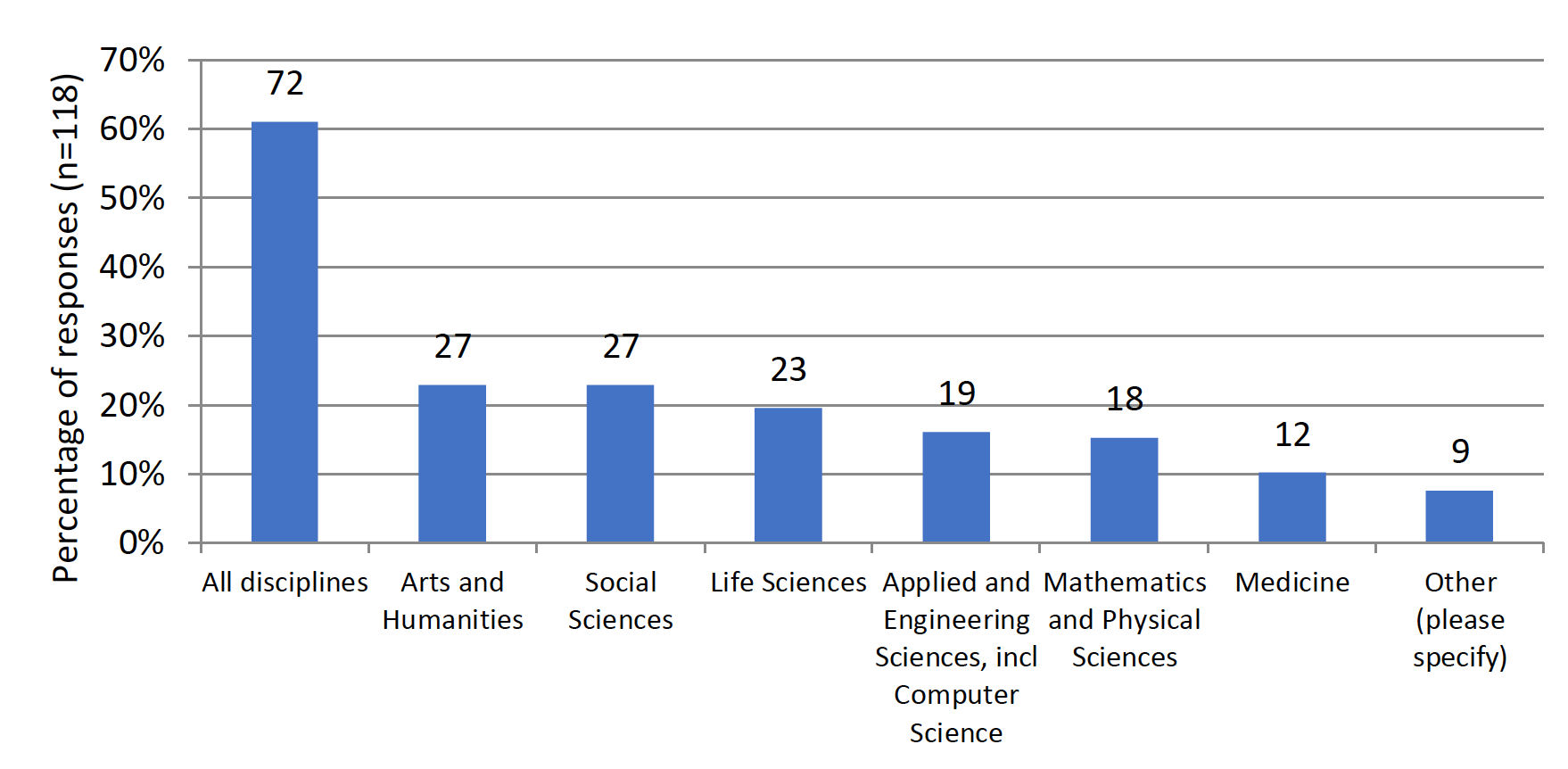
Distribution des disciplines représentées par les infrastructures sondées dans le rapport SPARC Scoping the Open Science Infrastructure Landscape in Europe

Les infrastructures de science ouverte « visent et servent un large éventail de protagonistes. » Les chercheurs restent le cœur de cible, mais les bibliothèques, les enseignants et les apprenants font partie du public que visent plus de la moitié des infrastructures étudiées par Sparc Europe.
La majorité des infrastructures européennes « opèrent à l’échelle mondiale », l’anglais étant la langue principale de 82 % des personnes interrogées. En outre, ces infrastructures sont souvent multilingues avec une dimension nationale propre : elles « donnent accès à un éventail de contenus linguistiques significatifs aux plans local et international. »
Les infrastructures de science ouverte profitent à un ensemble disparate de disciplines et de communautés scientifiques. En 2020, 72 % des infrastructures européennes étudiées par Sparc Europe déclaraient servir toutes les disciplines. Les sciences humaines et sociales étaient les plus citées, notamment parce que l’enquête était « largement diffusée par le réseau OPERAS. » En 2010, les infrastructures travaillant dans ces domaines étaient beaucoup moins répandues. La plupart des utilisateurs intervenaient dans « les biosciences, la physique des particules et d’autres secteurs de la physique, des sciences de la terre et de l’environnement, de l’informatique, de l’astronomie et de l’astrophysique. »

### Aspects économiques
Bien des infrastructures de science ouverte fonctionnent « à coût relativement faible », puisque cet écosystème compte beaucoup de petites entités. En 2020, 21 des 53 infrastructures européennes interrogées déclaraient « disposer d’un budget inférieur à 50 000 euros. » En conséquence, plus de 75 % des infrastructures européennes étudiées sont gérées par de petites équipes de 5 ETP ou moins. La taille des infrastructures et le volume de leur financement sont loin d’être toujours proportionnels au service critique fourni : « Certains services parmi les plus utilisés parviennent à joindre les deux bouts avec un noyau de deux à cinq employés. » Les contributions des bénévoles sont également importantes. Elles constituent à la fois « une force et une faiblesse pour la durabilité des infrastructures de science ouverte. » Le paysage des infrastructures de science ouverte est donc assez proche de l’idéal d’un « réseau décentralisé de petits projets » imaginé par les théoriciens des communs universitaires. Les infrastructures de science ouverte sont très majoritairement à but non lucratif et les collaborations ou le soutien financier en provenance du secteur privé restent très limités.
Globalement, les infrastructures européennes étaient financièrement viables en 2020, ce qui contraste avec la situation dix ans auparavant, puisqu’en 2010 elles avaient beaucoup moins de visibilité : elles manquaient généralement « de perspective à long terme » et peinaient « à obtenir des financements au-delà de 5 ans. » En 2020, les infrastructures européennes étaient souvent dépendantes des subventions provenant des États et de la Commission européenne. Sans ces aides, la plupart « ne pourraient même pas rester viables pendant une année. » Pourtant, un quart des infrastructures européennes interrogées ne bénéficiaient d’aucune subvention et faisaient appel à d’autres sources de revenus ou à des contributions volontaires. Parfois « difficiles à définir avec pertinence », les infrastructures de science ouverte peuvent être négligées par les bailleurs de fonds, ce qui « contribue à leurs difficultés de financement. »

### Définitions
- Bilder G, Lin J, Neylon C, « Principles for Open Scholarly Infrastructures-v1 », sur Science in the Open, 2015 (DOI 10.6084/m9.figshare.1314859 , consulté le 1er novembre 2021)
  - Bilder G, Lin J, Neylon C, « The Principles of Open Scholarly Infrastructure », sur The Principles of Open Scholarly Infrastructure, 2020 (DOI 10.24343/C34W2H , consulté le 1er novembre 2021)
- SPARC et COAR, « Good Practice Principles for Scholarly Communication Services », sur SPARC, 2019 (consulté le 12 décembre 2021)
- UNESCO, « Recommendation on Open Science », 23 novembre 2021

### Rapport
- Daniel Atkins « Revolutionizing Science and Engineering Through Cyberinfrastructure: Report of the National Science Foundation Blue-Ribbon Advisory Panel on Cyberinfrastructure » (2003)  (lire en ligne, consulté le 22 décembre 2021)
- Paul N. Courant, Sarah E. Fraser, Michael F. Goodchild, Margaret Hedstrom, Charles Henry, Peter B. Kaufmann, Jerome McGann, Roy Rosenzweig, John Unsworth et Bruce Zuckerman, Our cultural commonwealth. The report of the American Council of Learned Societies Commission on Cyberinfrastructure for the Humanities and Social Sciences, American Council of Learned Societie, 2006, 51 p.
- Paul N. Edwards, Steven J. Jackson, Geoffrey C. Bowker et Cory Philip Knobel, Understanding Infrastructure: Dynamics, Tensions, and Design, janvier 2007 (hdl 2027.42/49353, lire en ligne)
- David W. Lewis, Mapping Scholarly Communication Infrastructure: A Bibliographic Scan of Digital Scholarly Communication Infrastructure, Atlanta, GA, Educopia Institute, mai 2020 (lire en ligne)
- The role of e-Infrastructures in the creation of global virtual research communities, Brussels, European Commission, 2010 (lire en ligne)
- Landscape Study on Open Access Publishing, OPERAS, coll. « Design for Open Access Publications in European Research Areas for Social Sciences and Humanities », 2017 (DOI 10.3030/731031, lire en ligne)
- John Chodacki, Patricia Cruse, Jennifer Lin, Cameron Neylon, Damian Pattinson et Carly Strasser, Supporting Research Communications: a guide, 5 avril 2018 (lire en ligne)
- Claudio Aspesi, Nicole Starr Allen, Raym Crow, Shawn Daugherty, Heather Joseph, Joseph McArthur et Nick Shockey, SPARC Landscape Analysis: The Changing Academic Publishing Industry – Implications for Academic Institutions, LIS Scholarship Archive, 3 avril 2019 (lire en ligne)
- Tony Ross-Hellauer, Benedikt Fecher, Kathleen Shearer et Eloy Rodrigues, Pubfair: a framework for sustainable, distributed, open science publishing services (Paper), Confederation of Open Access Repositories (COAR), 3 septembre 2019 (lire en ligne)
- European Commission. Directorate General for Research and Innovation, Future of scholarly publishing and scholarly communication: report of the Expert Group to the European Commission, Publications Office, 2019 (DOI 10.2777/836532)
- John W. Maxwell, Eric Hanson, Leena Desai, Carmen Tiampo, Kim O'Donnell, Avvai Ketheeswaran, Melody Sun, Emma Walter et Ellen Michelle, Mind the Gap, Simon Fraser University, 2019 (lire en ligne)
- Katherine Skinner, Mapping the Scholarly Communication Landscape: 2019 Census, Atlanta, GA, Educopia Institute, 2019 (S2CID 201314019, lire en ligne)
- Victoria Ficarra, Mattia Fosci, Andrea Chiarelli, Bianca Kramer et Vanessa Proudman, Scoping the Open Science Infrastructure Landscape in Europe, 30 octobre 2020 (lire en ligne)
- Jeroen Bosman, Jan Erik Frantsvåg, Bianca Kramer, Pierre-Carl Langlais et Vanessa Proudman, OA Diamond Journals Study. Part 1: Findings, 9 mars 2021 (DOI 10.5281/zenodo.4558704 )
- Avanço, Karla, Balula, Ana, Błaszczyńska, Marta, Buchner, Anna, Caliman, Lorena, Clivaz, Claire, Costa, Carlos, Franczak, Mateusz, Gatti, Rupert, Giglia, Elena, Gingold, Arnaud, Jarmelo, Susana, Padez, Maria João, Leão, Delfim, Maryl, Maciej, Melinščak Zlodi, Iva, Mojsak, Kajetan, Morka, Agata, Mosterd, Tom, Nury, Elisa, Plag, Cornelia, Schafer, Valérie, Silva, Mickael, Stojanovski, Jadranka, Szleszyński, Bartłomiej, Szulińska, Agnieszka, Tóth-Czifra, Erzsébet, Wciślik, Piotr et Wieneke, Lars, Future of Scholarly Communication. Forging an inclusive and innovative research infrastructure for scholarly communication in Social Sciences and Humanities, Operas, 29 juin 2021 (lire en ligne)
- Björn Brembs, Konrad Förstner, Michael Goedicke, Uwe Konrad, Klaus Wannemacher et Jürgen Kett, Plan I - Towards a sustainable research information infrastructure (Paper), 21 janvier 2021 (DOI 10.5281/zenodo.4454640 )
- ESFRI, ESFRI Roadmap, ESFRI, 2021 (lire en ligne)

### Ouvrages et thèses
- P. F. Wouters, The citation culture, 1999 (lire en ligne)
- Charles P. Bourne et Trudi Bellardo Hahn, A History of Online Information Services, 1963-1976, MIT Press, 1er août 2003 (ISBN 978-0-262-26175-3)
- Christine L. Borgman, Scholarship in the Digital Age: Information, Infrastructure, and the Internet, Cambridge, MA, USA, MIT Press, 12 octobre 2007 (ISBN 978-0-262-02619-2)
- Tim Berners-Lee et Mark Fischetti, Weaving the Web: The Original Design and Ultimate Destiny of the World Wide Web by Its Inventor, Paw Prints, 26 juin 2008 (ISBN 978-1-4395-0036-1)
- Cornelis D. Andriesse, Dutch Messengers: A History of Science Publishing, 1930–1980, Leiden; Boston, Brill, 15 septembre 2008 (ISBN 978-90-04-17084-1)
- Lee A. Bygrave et Jon Bing, Internet Governance: Infrastructure and Institutions, OUP Oxford, 22 janvier 2009 (ISBN 978-0-19-956113-1)
- Marin Dacos, « Cyberclio : vers une cyberinfrastructure au cœur de la discipline historique », dans Frédéric Clavert et Serge Noiret (éd.), L'histoire contemporaine à l'ère numérique, Bruxelles; Bern; Berlin; Frankfurt am Main; New York; Oxford; Wien, Peter Lang, 2013 (lire en ligne), p. 29–41
- A. Hogan, Reasoning Techniques for the Web of Data, IOS Press, 9 avril 2014 (ISBN 978-1-61499-383-4)
- John J. Regazzi, Scholarly Communications: A History from Content as King to Content as Kingmaker, Rowman, 12 février 2015 (ISBN 978-0-8108-9088-6)
- Olivier Le Deuff, Digital Humanities: History and Development, John Wiley, 16 avril 2018 (ISBN 978-1-119-30817-1)
- Samuel Moore, Common Struggles: Policy-based vs. scholar-led approaches to open access in the humanities, 2 mai 2019 (lire en ligne)
- Lucy Montgomery, John Hartley, Cameron Neylon, Malcolm Gillies et Eve Gray, Open Knowledge Institutions: Reinventing Universities, MIT Press, 3 août 2021 (ISBN 978-0-262-36516-1)

### Article
- Eugene Garfield, « Citation Indexes for Science: A New Dimension in Documentation through Association of Ideas », Science, vol. 122, no 3159,‎ 15 juillet 1955, p. 108–111 (ISSN 0036-8075, PMID 14385826, DOI 10.1126/science.122.3159.108)
- Susan Leigh Star et Karen Ruhleder, « Steps Toward an Ecology of Infrastructure: Design and Access for Large Information Spaces », Information Systems Research, vol. 7, no 1,‎ 1er mars 1996, p. 111–134 (ISSN 1047-7047, DOI 10.1287/isre.7.1.111, S2CID 10520480)
- Nathan Bos, Ann Zimmerman, Judith Olson, Jude Yew, Jason Yerkie, Erik Dahl et Gary Olson, « From Shared Databases to Communities of Practice: A Taxonomy of Collaboratories », Journal of Computer-Mediated Communication, vol. 12, no 2,‎ 2007, p. 652–672 (ISSN 1083-6101, DOI 10.1111/j.1083-6101.2007.00343.x )
- Paul Avery, « Open science grid: Building and sustaining general cyberinfrastructure using a collaborative approach », First Monday,‎ 4 juin 2007 (ISSN 1396-0466, DOI 10.5210/fm.v12i6.1866 )
- Mine Altunay, Paul Avery, Kent Blackburn, Brian Bockelman, Michael Ernst, Dan Fraser, Robert Quick, Robert Gardner, Sebastien Goasguen, Tanya Levshina, Miron Livny, John McGee, Doug Olson, Ruth Pordes, Maxim Potekhin, Abhishek Rana, Alain Roy, Chander Sehgal, Igor Sfiligoi, Frank Wuerthwein et The Open Science Grid Executive Board, « A Science Driven Production Cyberinfrastructure—the Open Science Grid », Journal of Grid Computing, vol. 9, no 2,‎ juin 2011, p. 201–218 (ISSN 1572-9184, DOI 10.1007/s10723-010-9176-6, S2CID 1636510)
- Cameron Neylon, « Architecting the Future of Research Communication: Building the Models and Analytics for an Open Access Future », PLOS Biology, vol. 11, no 10,‎ 22 octobre 2013, –1001691 (ISSN 1545-7885, PMID 24167448, PMCID 3805469, DOI 10.1371/journal.pbio.1001691 )
- Martin Campbell-Kelly et Daniel D Garcia-Swartz, « The History of the Internet: The Missing Narratives », Journal of Information Technology, vol. 28, no 1,‎ 2013, p. 18–33 (ISSN 0268-3962, DOI 10.1057/jit.2013.4, S2CID 41013)
- Quinn Dombrowski, « What Ever Happened to Project Bamboo? », Literary and Linguistic Computing, vol. 29, no 3,‎ 16 juin 2014, p. 326–339 (DOI 10.1093/llc/fqu026, lire en ligne, consulté le 22 décembre 2021)
- (it) Maria Cassella, « Piattaforme digitali per la pubblicazione di contenuti di ricerca: esperienze, modelli open access, tendenze », Biblioteche oggi, vol. 32, no 7,‎ 2014, p. 9-19 [1–15] (DOI 10.3302/0392-8586-201407-009-1, S2CID 107865705, lire en ligne)
- Helena Karasti, Florence Millerand, Christine M. Hine et Geoffrey C. Bowker, « Knowledge Infrastructures: Part I », Science, vol. 29, no 1,‎ 12 février 2016, p. 2–12 (ISSN 2243-4690, DOI 10.23987/sts.55406 )
- Helena Karasti, Florence Millerand, Christine M. Hine et Geoffrey C. Bowker, « Knowledge Infrastructures: Part IV », Science, vol. 29, no 4,‎ 14 décembre 2016, p. 2–9 (ISSN 2243-4690, DOI 10.23987/sts.60220 )
- Vitek Tracz et Rebecca Lawrence, « Towards an open science publishing platform », F1000Research, vol. 5,‎ 3 février 2016, p. 130 (ISSN 2046-1402, PMID 26962436, PMCID 4768651, DOI 10.12688/f1000research.7968.1 )
- John Chodacki, Patricia Cruse, Jennifer Lin et Cameron Neylon, « A Healthy Research Ecosystem: Diversity by Design », The Winnower,‎ 12 avril 2016 (DOI 10.15200/winn.146047.79215)
- (en) Sergey Parinov et Victoria Antonova, « End of Publication? Open access and a new scholarly communication technology », 19 août 2016.
- Kalpana Shankar, Kristin R. Eschenfelder et Greg Downey, « Studying the History of Social Science Data Archives as Knowledge Infrastructure », Science, vol. 29, no 2,‎ 13 mai 2016, p. 62–73 (ISSN 2243-4690, DOI 10.23987/sts.55691, hdl 10197/7566 )
- Heather Joseph, « Securing community-controlled infrastructure: SPARC's plan of action », College and Research Libraries News, vol. 79, no 8,‎ 5 septembre 2018, p. 426 (DOI 10.5860/crln.79.8.426 )
- Tony Ross-Hellauer, Birgit Schmidt et Bianca Kramer, « Are funder Open Access platforms a good idea? », SAGE Open, vol. 8, no 4,‎ 2018, p. 2158244018816717 (DOI 10.1177/2158244018816717 , S2CID 220987901)
- Jeroen Bosman, Ian Bruno, Chris Chapman, Bastian Greshake Tzovaras, Nate Jacobs, Bianca Kramer, Maryann Elizabeth Martone, Fiona Murphy, Daniel Paul O'Donnell, Michael Bar-Sinai, Stephanie Hagstrom, Josh Utley et Lusia Ludmila Veksler, « The Scholarly Commons - principles and practices to guide research communication », OSF Preprints, 15 septembre 2017 (consulté le 7 janvier 2022)
- Pierre Mounier, « 'Publication favela' or bibliodiversity? Open access publishing viewed from a European perspective », Learned Publishing, vol. 31, no S1,‎ 2018, p. 299–305 (ISSN 1741-4857, DOI 10.1002/leap.1194 )
- Cameron Neylon, « Sustaining Scholarly Infrastructures through Collective Action: The Lessons that Olson can Teach us », KULA: Knowledge Creation, Dissemination, and Preservation Studies, vol. 1,‎ 2017, Art. 3 (ISSN 2398-4112, DOI 10.5334/kula.7 )
- Philip Mirowski, « The future(s) of open science », Social Studies of Science, vol. 48, no 2,‎ 1er avril 2018, p. 171–203 (ISSN 0306-3127, PMID 29726809, DOI 10.1177/0306312718772086 , S2CID 19210925)
- Samuel A. Moore, « Revisiting "the 1990s debutante": Scholar-led publishing and the prehistory of the open access movement », Journal of the Association for Information Science and Technology, vol. 71, no 7,‎ 2020, p. 856–866 (ISSN 2330-1643, DOI 10.1002/asi.24306, S2CID 159267010)
- Tobias Dienlin, Niklas Johannes, Nicholas David Bowman, Philipp K. Masur, Sven Engesser, Anna Sophie Kümpel, Josephine Lukito, Lindsey M Bier, Renwen Zhang, Benjamin K. Johnson, Richard Huskey, Frank M. Schneider, Johannes Breuer, Douglas A. Parry, Ivar Vermeulen, Jacob T. Fisher, Jaime Banks, René Weber, David A Ellis, Tim Smits, James D Ivory, Sabine Trepte, Bree McEwan, Eike Mark Rinke, German Neubaum, Stephan Winter, Christopher J. Carpenter, Nicole Krämer, Sonja Utz, Julian Unkel, Xiaohui Wang, Brittany I. Davidson, Nuri Kim, Andrea Stevenson Won, Emese Domahidi, Neil A. Lewis et Claes de Vreese, « An Agenda for Open Science in Communication », Journal of Communication, vol. 71, no 1,‎ février 2021, p. 1–26 (ISSN 0021-9916, DOI 10.1093/joc/jqz052, hdl 10919/99938 )
- Micah Vandegrift, « The Golden Age of the Green Ecosystem: A Color-BlindPerspective on Repositories », Against the Grain, vol. 31, no 5,‎ 1er mars 2021 (ISSN 2380-176X, DOI 10.7771/2380-176X.8409 , S2CID 233797804)
- A. J. Boston, « Thinking politically about scholarly infrastructure: Commit the publishers to 2.5% », College,‎ 4 juin 2021 (DOI 10.5860/crln.82.6.265 )
- Benedikt Fecher, Rebecca Kahn, Nataliia Sokolovska, Teresa Völker et Philip Nebe, « Making a Research Infrastructure: Conditions and Strategies to Transform a Service into an Infrastructure », Science and Public Policy, vol. 48, no 4,‎ 1er août 2021, p. 499–507 (ISSN 0302-3427, DOI 10.1093/scipol/scab026 )
- Peter Kraker, « Now is the Time to Fund Open Infrastructures », Commonplace, vol. 1, no 1,‎ 16 août 2021 (DOI 10.21428/6ffd8432.a1d2856b )
- Toni Feder, « Joanne Cohn and the email list that led to arXiv », Physics Today, vol. 2021, no 4,‎ 8 novembre 2021, p. 1108a (DOI 10.1063/PT.6.4.20211108a , Bibcode 2021PhT..2021d1108., S2CID 244015728)

### Conférence
- Kathryn Eccles, Ralph Schroeder, Eric T. Meyer, Zack Kertcher, Franz Barjak, Tobias Huesing et Simon Robinson « The Future of e-Research Infrastructures » (2009)  (S2CID 15737012, lire en ligne)
—5th International Conference on e-Social Science
- Alejandro Posada et George Chen « Inequality in Knowledge Production: The Integration of Academic Infrastructure by Big Publishers » (15 juin 2018)  (DOI 10.4000/proceedings.elpub.2018.30, lire en ligne, consulté le 5 janvier 2022)
—22nd International Conference on Electronic Publishing
— « (ibid.) », dans 22nd International Conference on Electronic Publishing, OpenEdition Press
- Arianna Becerril-García et Eduardo Aguado-López « The End of a Centralized Open Access Project and the Beginning of a Community-Based Sustainable Infrastructure for Latin America: Redalyc.org after Fifteen Years » (15 juin 2018)  (DOI 10.4000/proceedings.elpub.2018.27, lire en ligne, consulté le 31 octobre 2021)
—22nd International Conference on Electronic Publishing
— « (ibid.) », dans 22nd International Conference on Electronic Publishing, OpenEdition Press
- Leslie Chan, Alejandro Posada, Denisse Albornoz, Rebecca Hillyer et Angela Okune « Whose Infrastructure? Towards Inclusive and Collaborative Knowledge Infrastructures in Open Science » (20 juin 2018)  (DOI 10.4000/proceedings.elpub.2018.31, lire en ligne, consulté le 22 décembre 2021)
—ELPUB 2018, June 2018, Toronto, Canada
- Matheus Pereira Lobo « An open essay on open science » (15 avril 2019)  (lire en ligne, consulté le 31 octobre 2021)

### Autres ressources
- « OpenDOAR Statistics », sur OpenDOAR
- Tim Berners-Lee, « Qualifiers on Hypertext Links... », 6 août 1991
- Cameron Neylon, « The end of the journal? What has changed, what stayed the same? », sur Science in the Open, 29 novembre 2015 (consulté le 31 octobre 2021)
- Jean-Claude Guédon, « Open Access: Toward the Internet of the Mind », sur BOAI (consulté le 12 décembre 2021)
- Geoffrey Bilder, « Crossref’s Board votes to adopt the Principles of Open Scholarly Infrastructure », sur Blog, Crossref, 2 décembre 2020
- The Dryad Team, « Dryad’s Commitment to the Principles of Open Scholarly Infrastructure », sur Dryad news, 8 décembre 2020
- ((Open Science MOOC 2020 Steering Committee)), « Open Science MOOC Response to UNESCO Draft Open Science Recommendations », 30 décembre 2020
- Chiara Di Giambattista, « OpenCitations’ compliance with the Principles of Open Scholarly Infrastructure », sur OpenCitations blog, 9 août 2021